# Handrij Zejler
Handrij Zejler (németül: Andreas Seiler) (Salzenforst, ma Bautzen része, 1804. február 1. – Lohsa, 1872. október 15.) szorb evangélikus lelkész, költő, a modern szorb költészet megteremtője. Őt tartják a szorb nemzeti újjászületés elindítójának.

## Élete
A bautzeni gimnázium tanárainak humanista szellemiségének hatására fordult a szláv romantika felé. Lipcsében tanult teológiát, és csatlakozott a Lausitzi Hitszónokok Társaságához, amely már 1776 óta alsó szorb–szorb nyelven írta prédikációt. Zejler Lipcsében ismerte meg Sima Milutinović szerb költőt, az új szerb irodalom atyját, aki időnként anyagilag is támogatta. Lipcsei tartózkodása idején számos költeményt írt Zejler, amelyek megzenésítve igazi népdalokká váltak. A legismertebb a Lubka Lilija (Legkedvesebb Lilija). Alkalmanként németül is írt verseket, és néhány művét Jurij Brězan fordította németre. 
Szorb nyelvű újságokat is kiadott, valamint egy, a szorb nyelvtannal foglalkozó könyvet. 1847-ben részt vett a Maćica Serbska szorb tudományos társaság alapításában. 2014 óta osztják ki két évente a róla elnevezett Handrij Zejler-díjat.

## Fordítás
- Ez a szócikk részben vagy egészben  a   Handrij Zejler című német Wikipédia-szócikk ezen változatának fordításán alapul.  Az eredeti cikk szerkesztőit annak laptörténete sorolja fel. Ez a jelzés csupán a megfogalmazás eredetét és a szerzői jogokat jelzi, nem szolgál a cikkben szereplő információk forrásmegjelöléseként.